# سیارک ۲۵۸۷۵
سیارک ۲۵۸۷۵ (به انگلیسی: 25875 Wickramasekara، نامگذاری:2000OT52)۲۵۸۷۵مین سیارک کشف شده‌است که در ۳۱ ژوئیه ۲۰۰۰ کشف شد.